# Erich Langer (Politiker)
Erich Langer (* 23. November 1905 in Breslau; † 21. Mai 1958 in Gifhorn) war ein deutscher Politiker (FDP, später WAV).
Langer absolvierte ein pädagogisches Studium und arbeitete im Anschluss als Sportlehrer. Er kam nach dem Zweiten Weltkrieg als Heimatvertriebener nach Greene im Landkreis Gandersheim und setzte sich dort für die Belange der Flüchtlinge ein.
Langer gehörte dem Deutschen Bundestag in dessen erster Legislaturperiode (1949–1953) an. Ursprünglich für die FDP gewählt, verließ er diese am 10. Juni 1952, war zunächst fraktionslos und beteiligte sich am 29. April 1953 an der Wiedergründung einer parlamentarischen Gruppe der WAV.